# Kanjakumari
Kanjakumari (tamil கன்னியாகுமரி, angolul: Kanyakumari, illetve Kanniyakumari) város India és egyben Tamilnádu állam déli csücskén. A város az azonos nevű Kanjakumari kerület névadója. Mivel az indiai szubkontinens déli csúcsában helyezkedik el, Comorin-fok néven is ismert.
Területe 25,89 km², népessége 22 450 (2011). A Kanjakumarihoz legközelebbi városok Nágarkovil, a kerület közigazgatási központja (22 kilométer), és Thiruvananthapuram, Kerala állam fővárosa.
Kanjakumari és környéke természeti szépségekben bővelkedik, ezért népszerű turistacélpont.

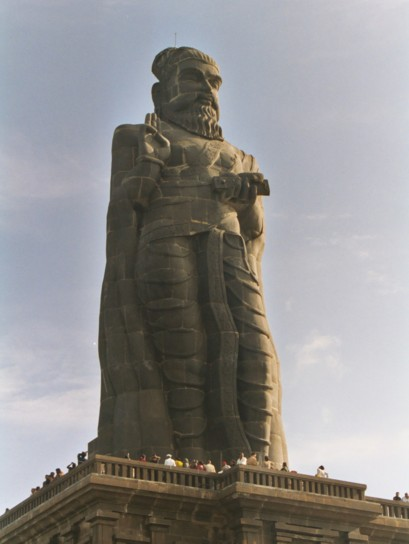
A 40 méter magas Tiruvalluvar-szobor egy apró szigeten Kanjakumari közelében